# Košice (nádraží)
Košice jsou železniční stanice ve stejnojmenném městě na Slovensku. Stanice byla otevřena 14. srpna 1860, kdy byla zprovozněna trať mezi Miškovcem a Košicemi. V roce 1872 byla otevřena Košicko-bohumínská dráha vedoucí přes Žilinu a pokračování do Čierné nad Tisou.

## Provozní informace
Stanice má celkem 4 nástupiště a 7 nástupních hran. Ve stanici je možnost zakoupení si jízdenky a je elektrizována soustavou 3 kV DC.

## Doprava
Stanice je hlavním nádražím ve městě. Končí zde 2 páry vlaků SuperCity z Prahy, několik rychlíků z Mukačeva, Bratislavy přes Žilinu nebo přes Zvolen. Osobní vlaky a regionální expresy zde odsud jezdí do Žiliny, Prešova, Humenného, Čierné nad Tisou, Moldavy nad Bodvou a Muráně.

## Galerie

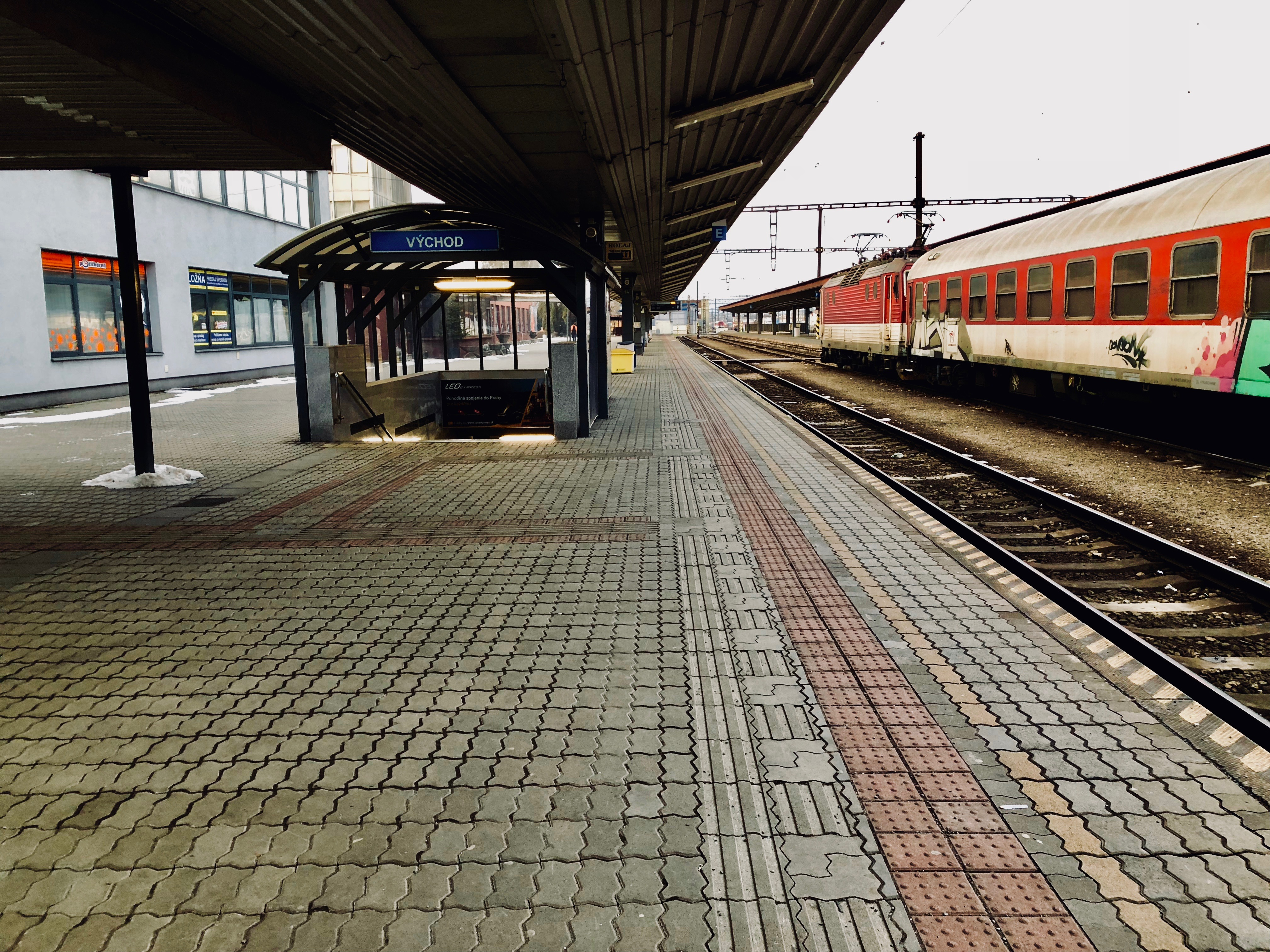
Pohled na 1. nástupiště
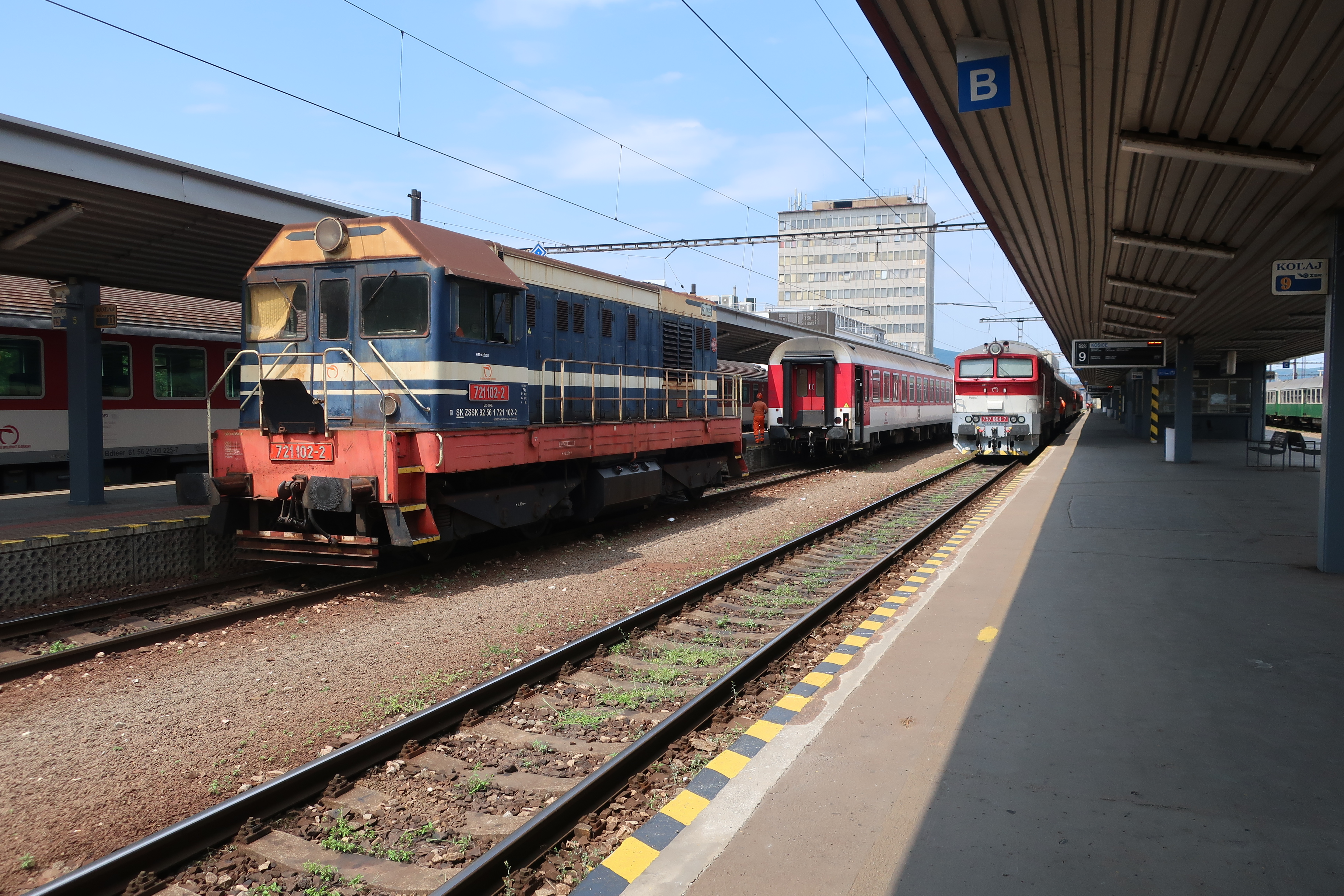
Pohled na nástupiště
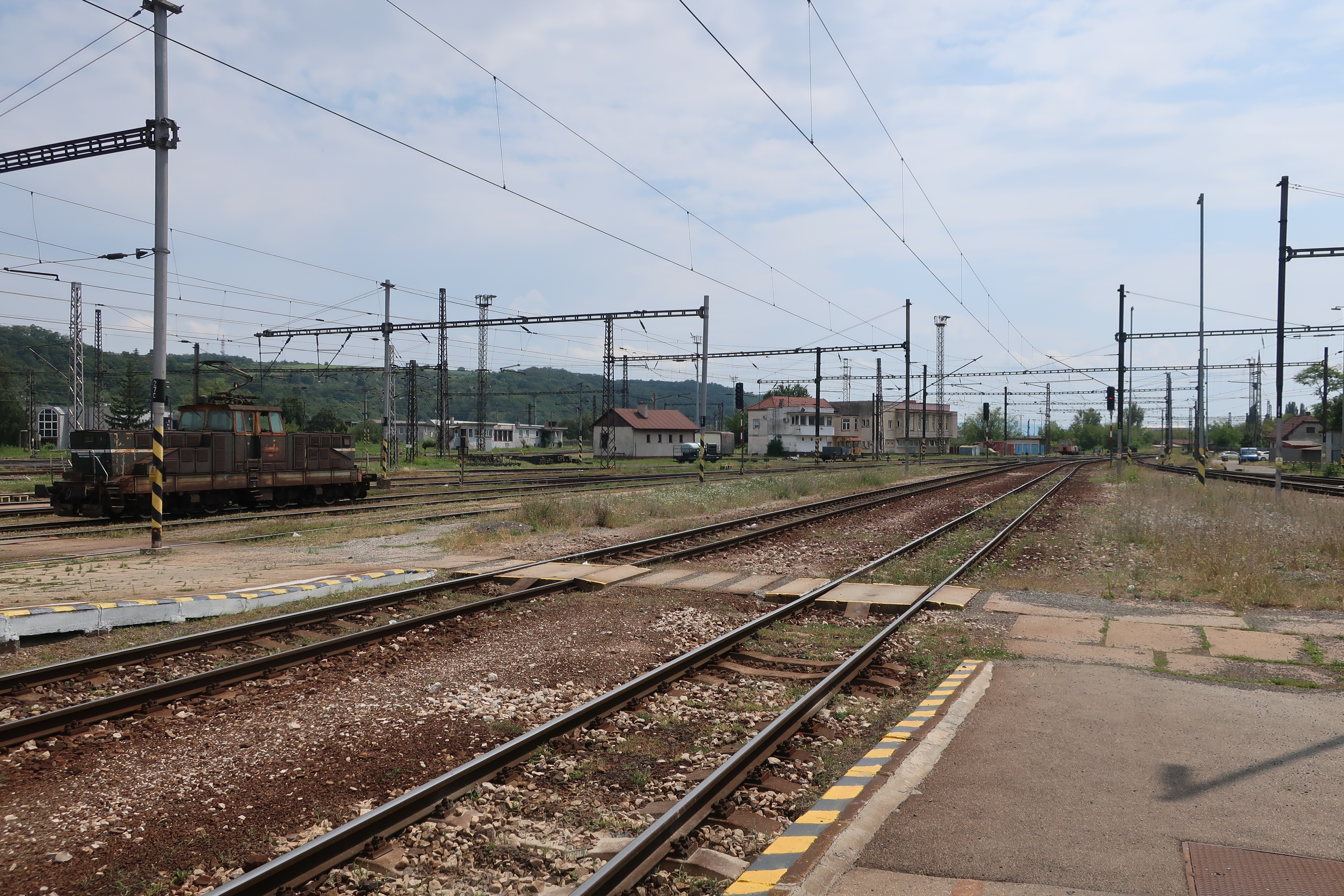
Pohled směr jižní zhlaví stanice
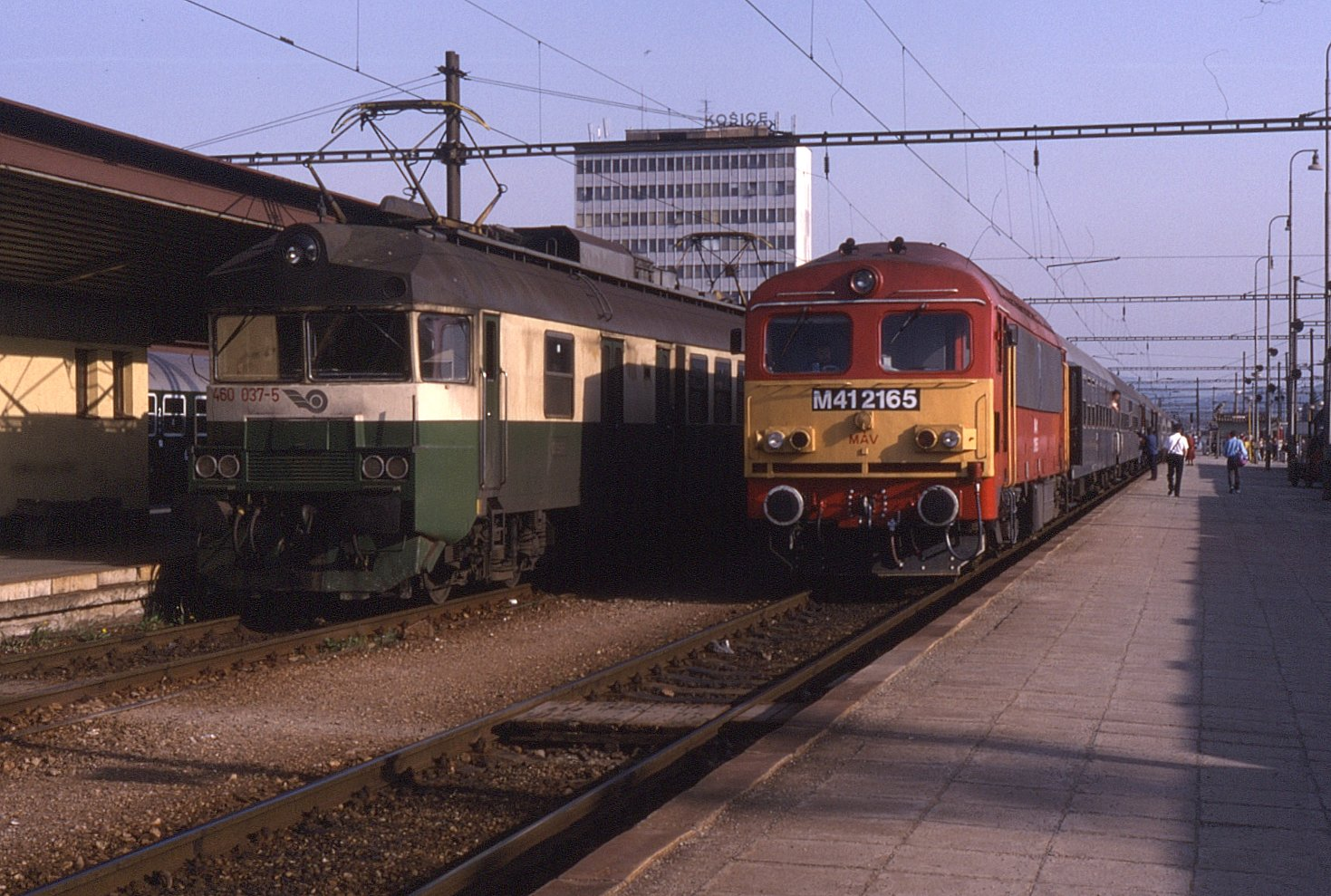
Osobní vlaky ve stanici
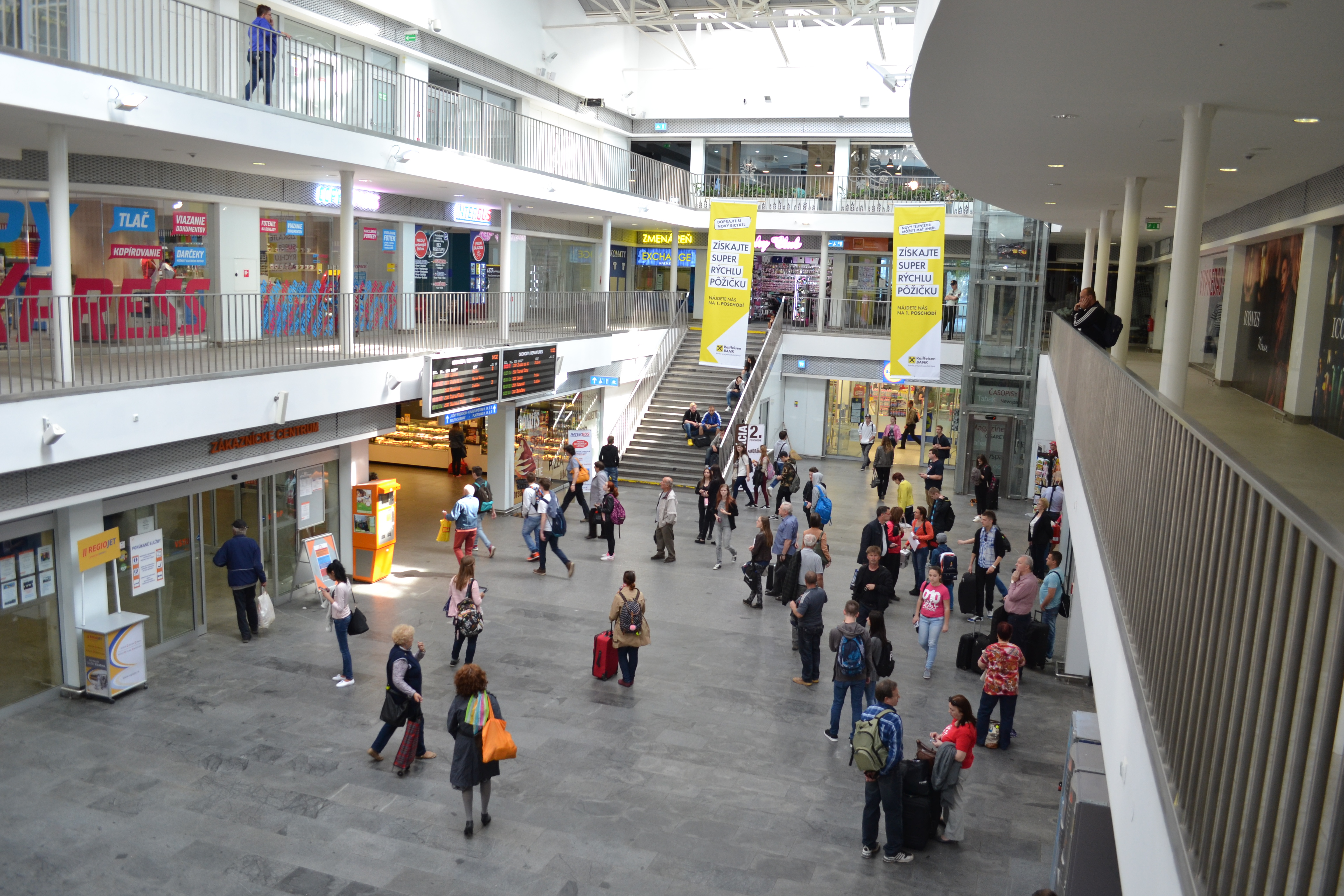
Interiér staniční budovy